# Escuela Preparatoria Austin (Austin, Texas)
La Escuela Preparatoria Stephen F. Austin, o la Escuela Secundaria Stephen F. Austin (Stephen F. Austin High School)es una escuela secundaria (high school) en Austin, Texas. Como parte del Distrito Escolar Independiente de Austin (AISD), es la preparatoria flagship (de buque insignia) del distrito escolar.

## Historia
La preparatoria se abrió en el septiembre de 1881, con 48 estudiantes (31 niñas y 17 niños). Fue la primera preparatoria de la Ciudad de Austin, y la primera ubicación principal fue el tercero piso del edificio escolar del oeste de Austin (11th Street y Rio Grande), ahora la Escuela Pease. Debido a un aumento en el número de los estudiantes, tenía ubicaciones temporales de clases, incluyendo la iglesia First Baptist Church, el capitolio temporal, y la Smith Opera House.
La segunda plantel, y el primero edificio escolar permanente, se abrió en 1900.
La tercera plantel, una ex-escuela secundaria (junior high school), se abrió en 1925; la plantel, se construido en 1911, ahora es el Rio Grande Campus de Austin Community College.
La plantel actual de la Preparatoria Austin, al lado de Lago Lady Bird (anteriormente Lago Town), un parte del Río Colorado, se abrió en 1975. Amy Wells, la autora de Both Sides Now: The Story of School Desegregation’s Graduates, afirmó que la preparatoria tiene un carácter algo suburbana porque el edificio es bastante nuevo y su ubicación aislada entre el lago y una carretera.

## Cuerpo estudiantil
A partir de 2000 su cuerpo estudiantil era 51% blanco no-hispano, 37% hispano y latino, 8% afroamericano, y 2% asiático.